# Simbi
Simbi, o anche Simby, è un comune rurale del Mali facente parte del circondario di Nioro du Sahel, nella regione di Kayes.